# Manoir de la Varende
Pour les articles homonymes, voir La Varende.
Le manoir de la Varende est un édifice situé au Mesnil-Simon, en France.

## Localisation
Le monument est situé dans le département français du Calvados, à 1 km à l'est de l'église Notre-Dame du Mesnil-Simon, dans le vallon encaissé du ruisseau de la Varende.

## Historique
Le nom de la Varende provient de la rivière qui traverse le parc de part en part. 
Cette ancienne seigneurie était un « Fief de haubert » dépendant de la baronnerie de Saint-Julien. Le premier propriétaire connu et recensé est un certain Thibault de la Varende dont la sépulture est toujours visible dans le cimetière des Authieux-Papions à quelques kilomètres de là.
Il demeure par descendance dans cette famille jusqu’au XVIIème siècle passant dans les mains, au gré des mariages, des familles augeronnes : Coursery, La Fresnay, Soubzmont et La Luthumière avant de devenir, par échange, la propriété de la famille Lambert, Vicomtes d’Auge et Seigneurs de Formentin.
En 1806, au retour d’émigration, Auguste Lyée de Belleau marié à l’héritière de la famille Lambert cède le manoir à la famille Challemel de la Rivière. La propriété est transmise par alliance à la famille Laisné des Hayes ou Deshayes mentionnée par Arcisse de Caumont sous l’appellation « ferme de la Varanne ».

## Architecture
Édifié au début du XVIe siècle, le manoir de la Varende est un manoir de pierre dont les parties de bois à guettes entrecroisées sont typiques de l’école lexovienne. Par la suite le manoir  est agrandi de part et d'autre du logis d'origine. Au XVIIe siècle une construction en pierre et moellon s'ajoute à l'est. La façade nord de cette aile a été habillée au XIXe siècle d'un décor en damier imitant la pierre de taille et la brique.  Au XVIIIe siècle une aile en pan de bois à Y entrecroisés fait pendant à l'édifice du XVIIe siècle . C’est au XIXe siècle que le manoir subit les transformations les plus importantes. La façade arrière est élargie, un perron d’accès est aménagé et un bow-window est ajouté au pignon dans un style néo-normand.
Un peu à l’écart du manoir se dresse un colombier cylindrique en pierres, assez exceptionnel construit à la fin du XVIe ou début du XVIIe siècle. Il arbore des tablettes de couronnement portant sur des consoles et des lucarnes à fronton triangulaire assez rares dans la région. Le colombier est inscrit au titre des Monuments historiques depuis le 23 juin 1933.